# Essars
Essars ist eine französische Gemeinde mit 1.765 Einwohnern (Stand: 1. Januar 2022) im Département Pas-de-Calais in der Region Hauts-de-France. Sie gehört zum Arrondissement Béthune, zum Kanton Beuvry und zum Gemeindeverband Béthune-Bruay, Artois-Lys Romane.

## Geographie
Die Gemeinde Essars liegt am Nordrand des Nordfranzösischen Kohlereviers im Osten des Artois am Fluss Lawe, der hier vom  Canal d'Aire à La Bassée überquert wird und ist ein nordöstlicher Vorort der Stadt Béthune. Umgeben wird Essars von den Nachbargemeinden Locon im Norden, Beuvry im Osten, Béthune im Süden sowie Annezin im Westen.

## Bevölkerungsentwicklung
| Jahr                       | 1962 | 1968 | 1975 | 1982 | 1990 | 1999 | 2006 | 2012 | 2022 |
| -------------------------- | ---- | ---- | ---- | ---- | ---- | ---- | ---- | ---- | ---- |
| Einwohner                  | 911  | 1175 | 1151 | 1683 | 1919 | 1752 | 1649 | 1615 | 1765 |
| Quellen: Cassini und INSEE |      |      |      |      |      |      |      |      |      |

## Sehenswürdigkeiten
- Kirche Saint-Jacques, ursprünglich 1545 errichtet, nach dem Zweiten Weltkrieg erneuert
- Wegekreuz
- Wasserturm
- britische Soldatengräber auf dem Gemeindefriedhof

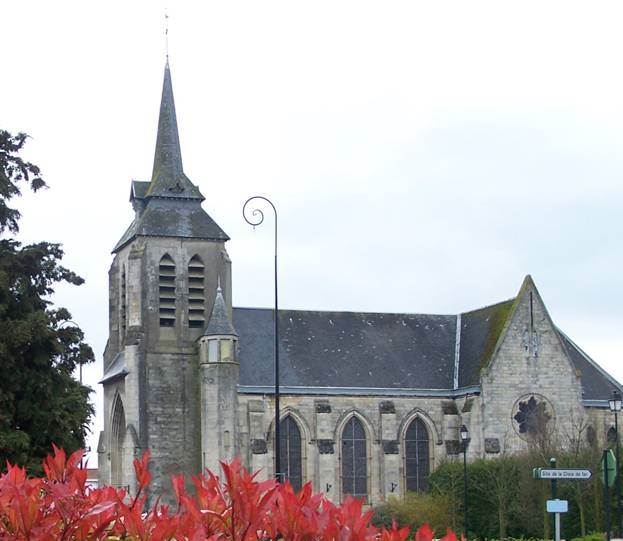
Kirche Saint-Jacques
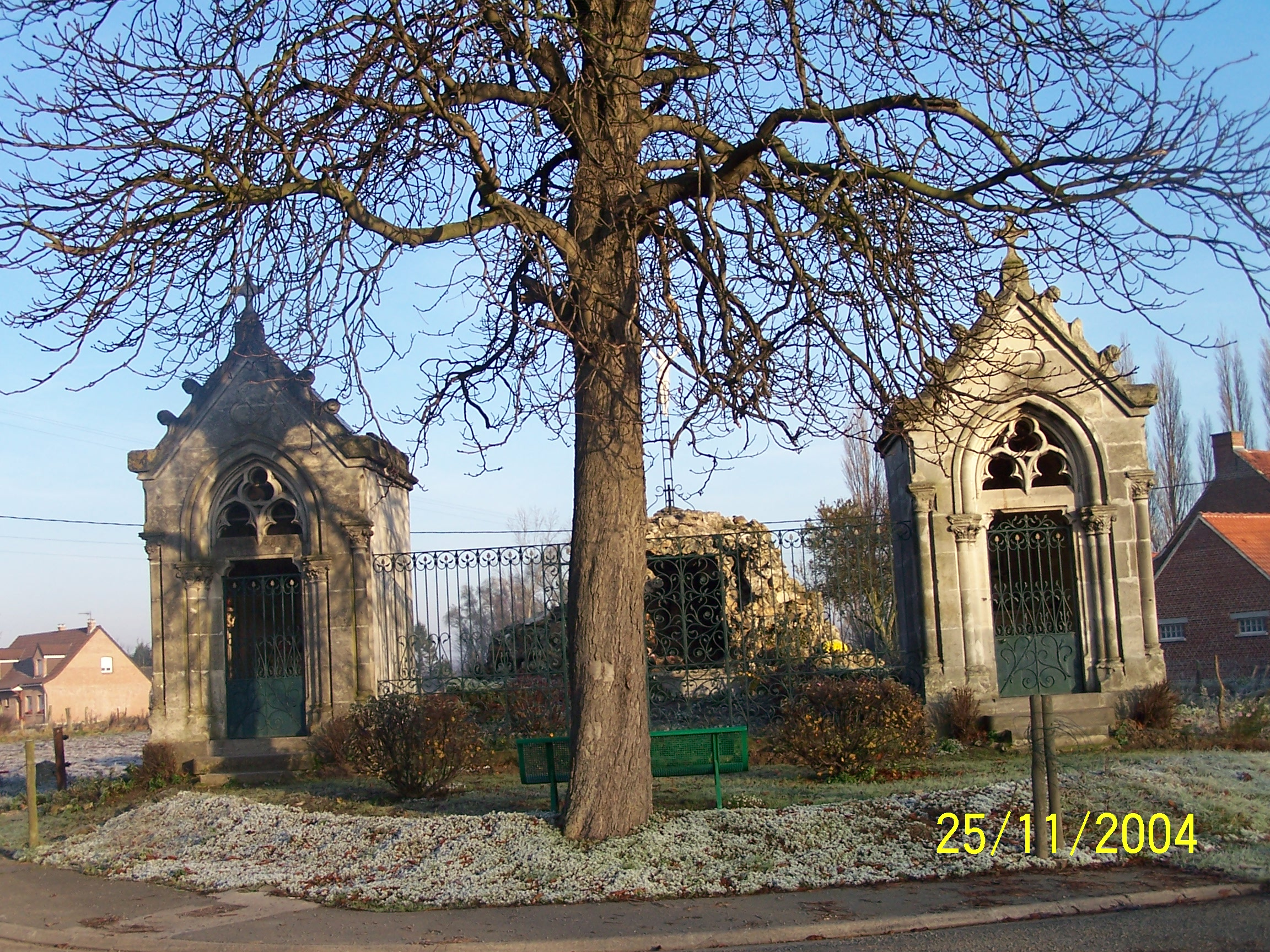
Kapellen am Eisenkreuz
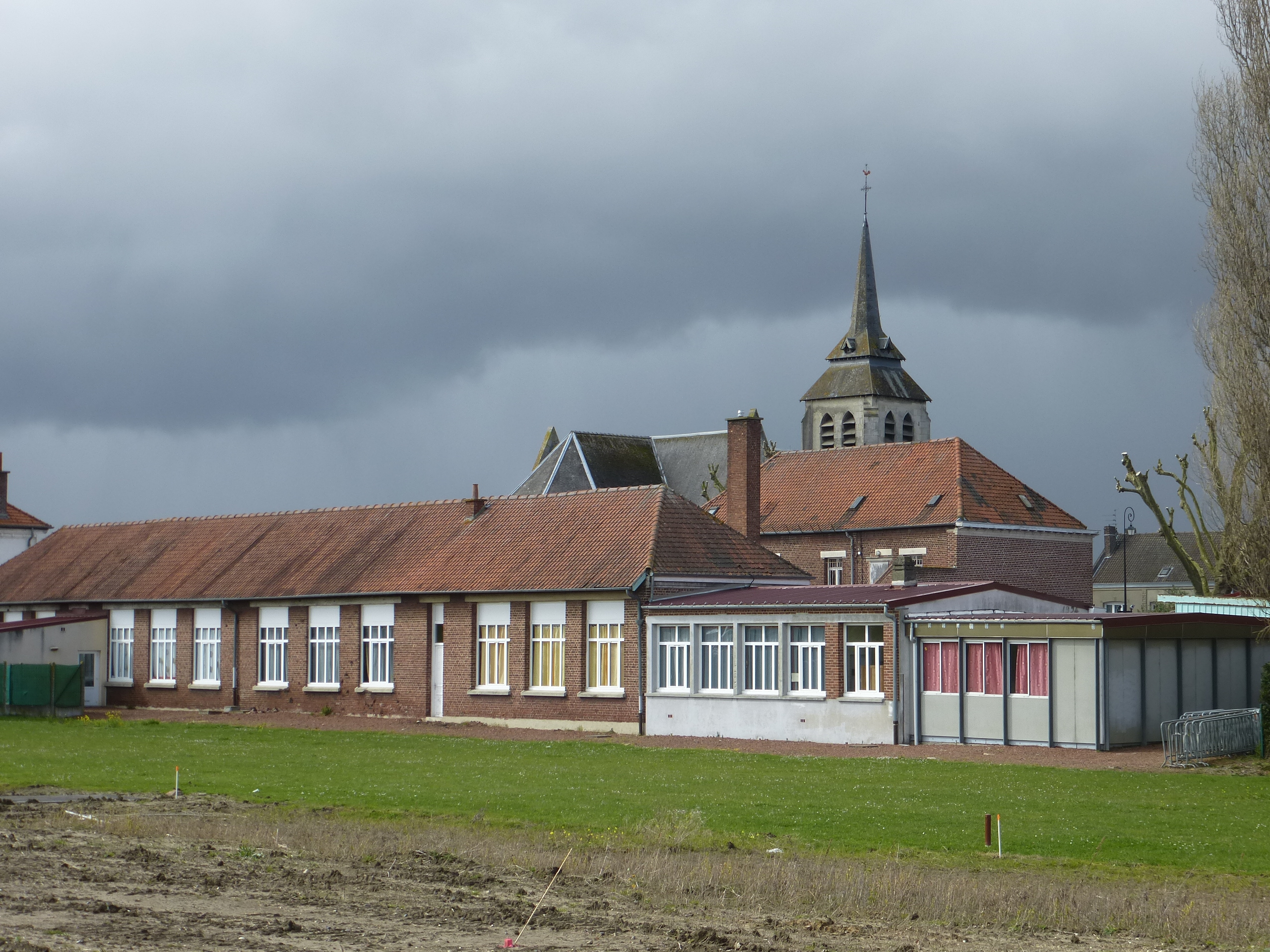
Grundschule
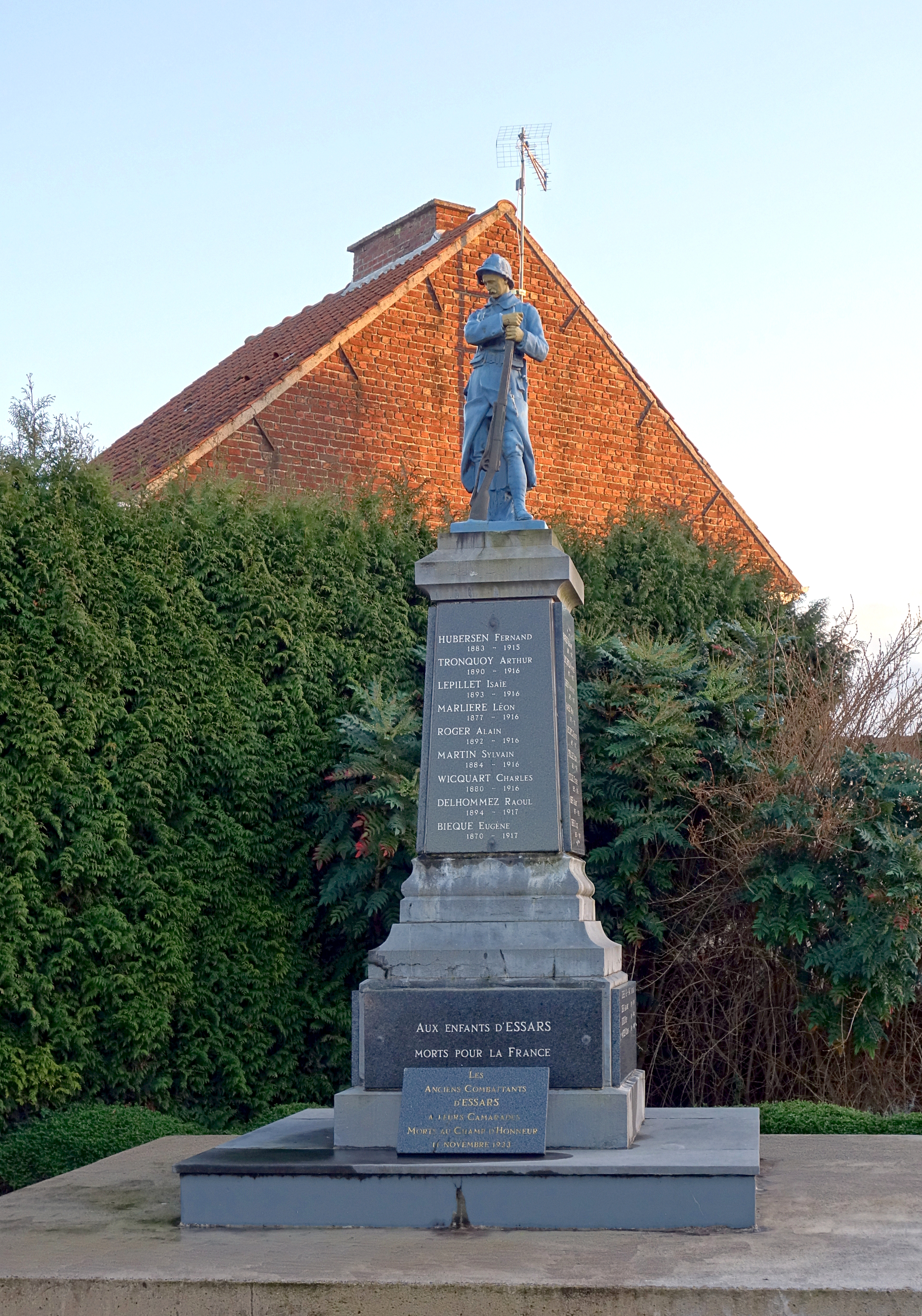
Gefallenendenkmal
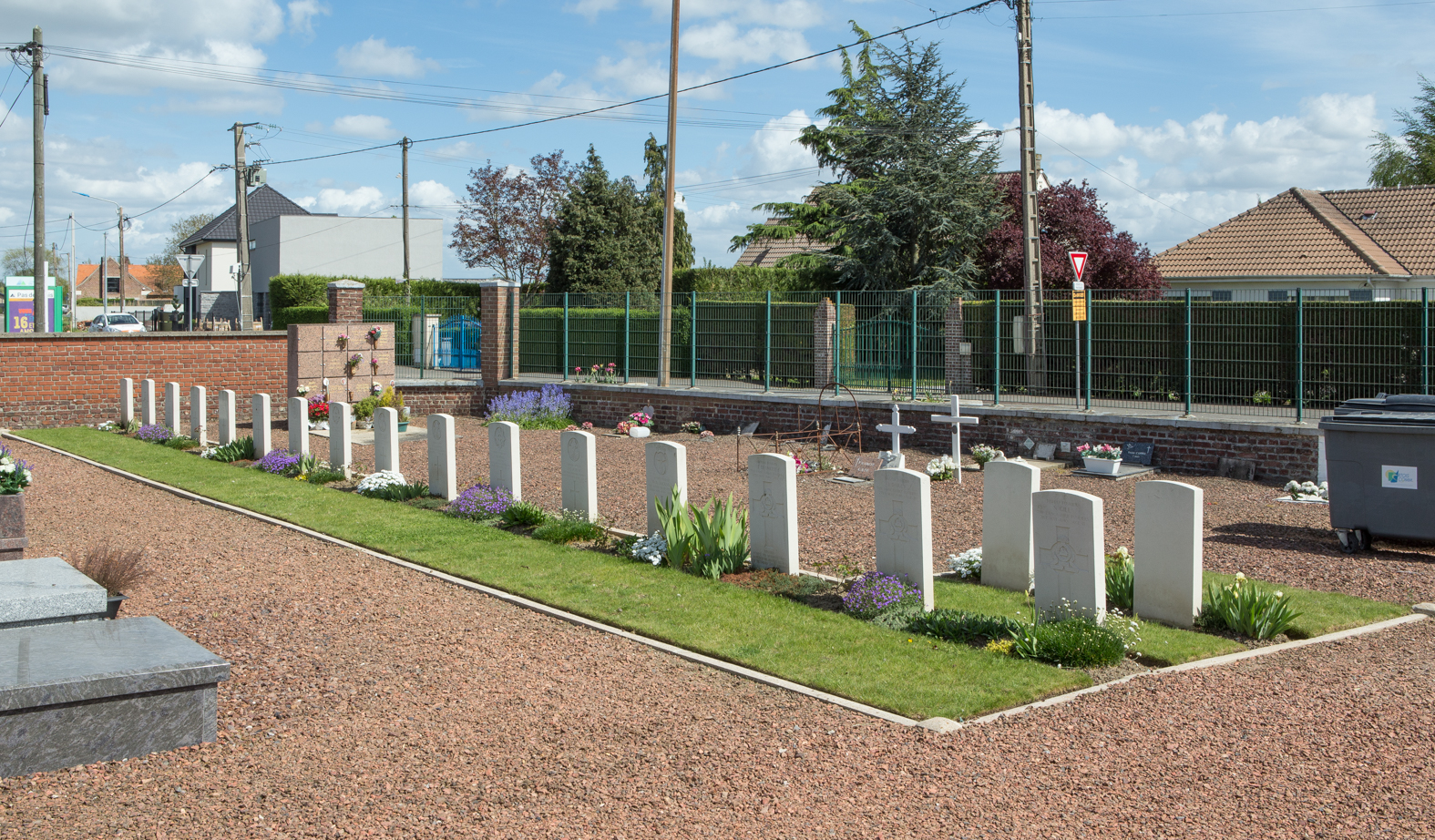
Britische Soldatengräber